# Kākāriki
Perruche de Nouvelle-Zélande

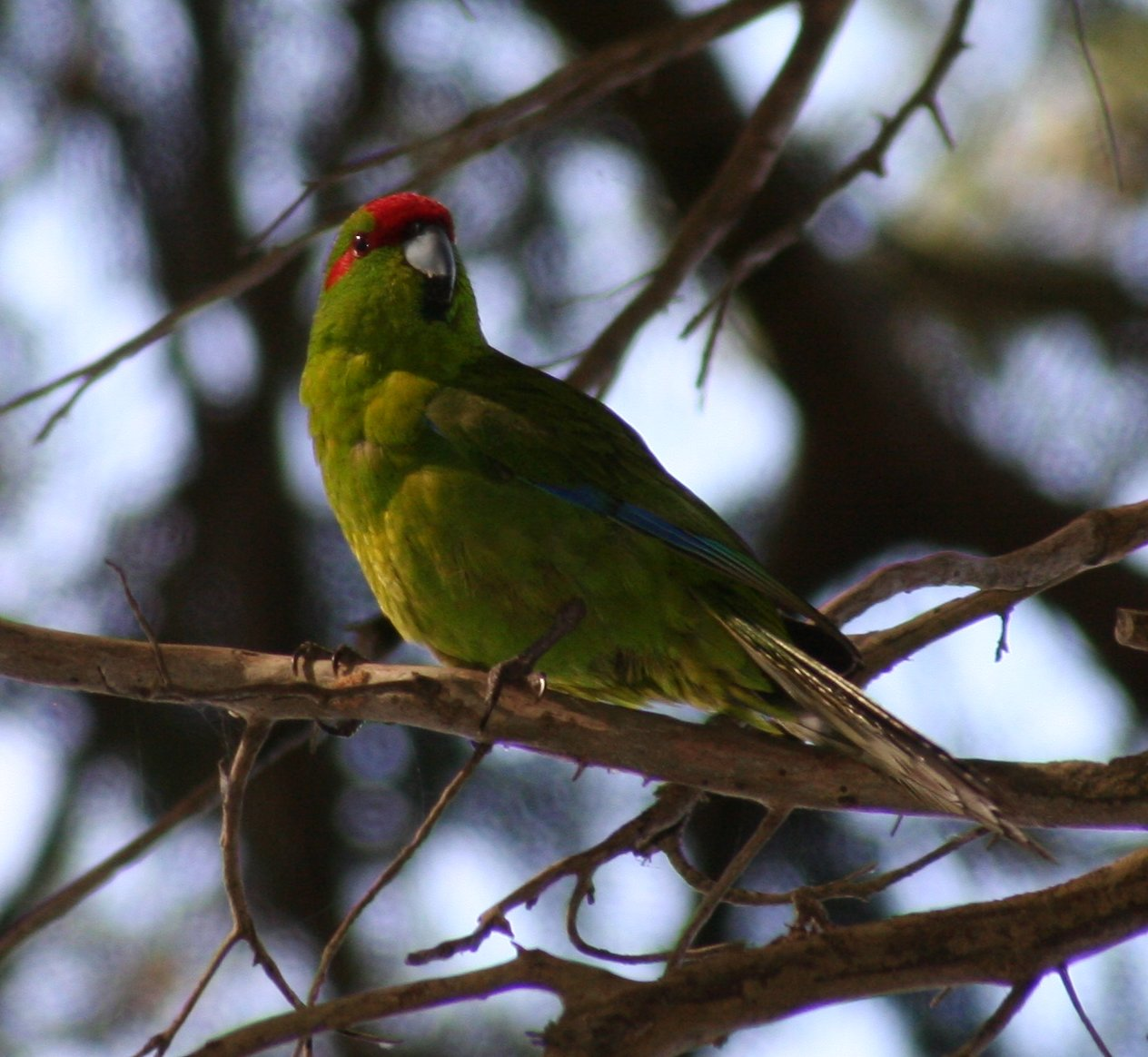
Image d'un Kākāriki sauvage.

Les Kākārikis, ou perruches de Nouvelle-Zélande, sont des perruches du genre Cyanoramphus qui se caractérisent par leur implantation géographique, toutes étant endémiques de la Nouvelle-Zélande. Le terme māori « kākāriki » désigne spécifiquement ces oiseaux, et est formé de kākā, signifiant « perroquet », et riki, signifiant « petit ».

## Espèces concernées
Les espèces concernées sous le vocable Kākāriki sont :
- la Perruche à tête d'or, la Perruche de Malherbe et la Perruche de Sparrman qui sont endémiques de l'archipel principal néo-zélandais ;
- la Perruche des Chatham qui, comme son nom l'indique, est originaire des îles Chatham ;
- la Perruche des Antipodes qui est endémique des îles des Antipodes.

## Observation
Les Kākāriki ont pour principal trait commun la couleur vert vif de leur plumage ; les principales différences observables distinguant les espèces sont les couleurs des plumes de la tête.
Les kākāriki nichent principalement dans les trous des arbres ; en ce qui concerne l'espèce de Sparrman, certains individus nichent dans les crevasses des falaises, entre les rochers, dans des broussailles voire dans des terriers au sol. La nourriture de toutes les espèces consiste en baies, graines, fruits et insectes, que les animaux viennent souvent chercher au sol. Les oiseaux vivent solitaires ou en couple, mais il peut arriver que des petites bandes d'animaux se forment.
La nidification a généralement lieu d'octobre à décembre, mais elle peut se poursuivre tout l'hiver si la nourriture est abondante. Pendant l'incubation, le mâle appelle la femelle hors du nid et la nourrit par régurgitation. La femelle couve cinq à neuf œufs pendant environ trois semaines jusqu'à l'éclosion, puis les deux parents participent à l'alimentation des oisillons, mais indirectement en ce qui concerne le mâle, qui nourrit d'abord la femelle, cette dernière transmettant à ses petits. Les petits de l'espèce de Sparrman sont nourris au sol, ce qui les rend particulièrement vulnérables aux prédateurs terrestres.

## Distribution
La Perruche à tête d'or est présente dans toutes les zones forestières des îles du Nord, du Sud et Stewart, ainsi que dans les îles Auckland, dans les zones de forêts et de broussailles hautes et ininterrompues. Elle est relativement courante quoique difficile à voir. La Perruche de Sparrman est la moins menacée ; toutefois, elle est quasiment absente des deux îles principales et de toutes les îles où des prédateurs mammifères (rats et opossums) ont été introduits. Elle vit moins en altitude et dans des espaces plus ouverts que l'espèce à tête d'or, souvent en périphérie de la zone forestière proprement dite. Elle se nourrit fréquemment au sol.
La Perruche de Malherbe est la plus rare et la plus menacée, avec une estimation de 360 animaux vivant en liberté.
La Perruche des Chatham ne se trouve que sur la petite île Mangere, dans l'archipel des îles Chatham. La Perruche des Antipodes est endémique des îles des Antipodes.